# Igor Romanowitsch Lifanow
Igor Romanowitsch Lifanow (russisch Игорь Романович Лифанов; * 25. Dezember 1965 in Nikolajew) ist ein russischer Schauspieler.

## Leben
Igor Lifanow wurde in Nikolajew im Süden der Ukrainischen Sowjetrepublik in der Sowjetunion geboren. Nach der Schulzeit diente er drei Jahre lang als Matrose der Pazifikflotte im Fernen Osten Russlands.
Lifanow absolvierte 1992 die Russische Staatliche Theaterhochschule für Bühnenkunst in Sankt Petersburg und war von 1992 bis 2003 als Schauspieler am Towstonogow-BDT-Theater in Moskau tätig. Seitdem spielt er ohne feste Anstellung zusammen mit seinem langjährigen Freund Dmitri Nagijew in verschiedenen Theaterstücken.
Erste Filmrollen bekam Lifanow 1991. Zunächst spielte er kleinere Rollen, wie die eines Banditen im Filmdrama Der Bruder (1997). 2002 spielte er an der Seite von Alexander Balujew und Wladislaw Galkin eine der Hauptrollen in Speznas. Es folgten Rollen in Wächter des Tages – Dnevnoi Dozor („Papagei“) und Robinson (Wassilij Robertson). 2013 spielte er die Hauptrolle in Posrednik und 2015 in Nawodtschiza. Sein Schaffen umfasst mehr als 90 Produktionen für Film und Fernsehen.
Lifanow war mit Jelena Pawlikowa und Tajana Aptikejewa – mit der er eine gemeinsame Tochter Anastasia hat – verheiratet. Seit 2011 ist er mit Jelena Kossenko verheiratet, mit der er eine gemeinsame Tochter Alissa (* 2012) hat.

## Filmografie (Auswahl)
- 1997: Der Bruder (Брат)
- 1999: Barak (Барак)
- 2000: Die Romanows: Eine gekrönte Familie (Романовы. Венценосная семья)
- 2002: Speznas (Спецназ)
- 2004: Diwersant (Диверсант)
- 2006: Wächter des Tages – Dnevnoi Dozor (Дневной Дозор)
- 2007: Leningrad (Ленинград)
- 2012: Robinson (Робинзон)
- 2013: Posrednik (Посредник)
- 2015: Nawodtschiza (Наводчица)
- 2017: Something for Nothing (Кое-что задаром)
- 2017: Der Turnlehrer (Физрук)

### Synchronsprecher
- 1998: Das große Krabbeln als Francis (Denis Leary)
- 1999: Star Wars: Episode I – Die dunkle Bedrohung als Nute Gunray, Ki-Adi-Mundi, Lott Dodd (Silas Carson)
- 2002: Star Wars: Episode II – Angriff der Klonkrieger als Ki-Adi-Mundi, Nute Gunray (Silas Carson)
- 2005: Star Wars: Episode III – Die Rache der Sith als Ki-Adi-Mundi, Nute Gunray (Silas Carson)